# Klischtschijiwka
Klischtschijiwka (ukrainisch Кліщіївка; russisch Клещиевка/Kleschtschijewka) ist ein Dorf im Norden der ukrainischen Oblast Donezk mit – vor dem Russischen Überfall auf die Ukraine – über 500 Einwohnern. Im Oktober 2023 gab es hingegen keine Einwohner mehr.

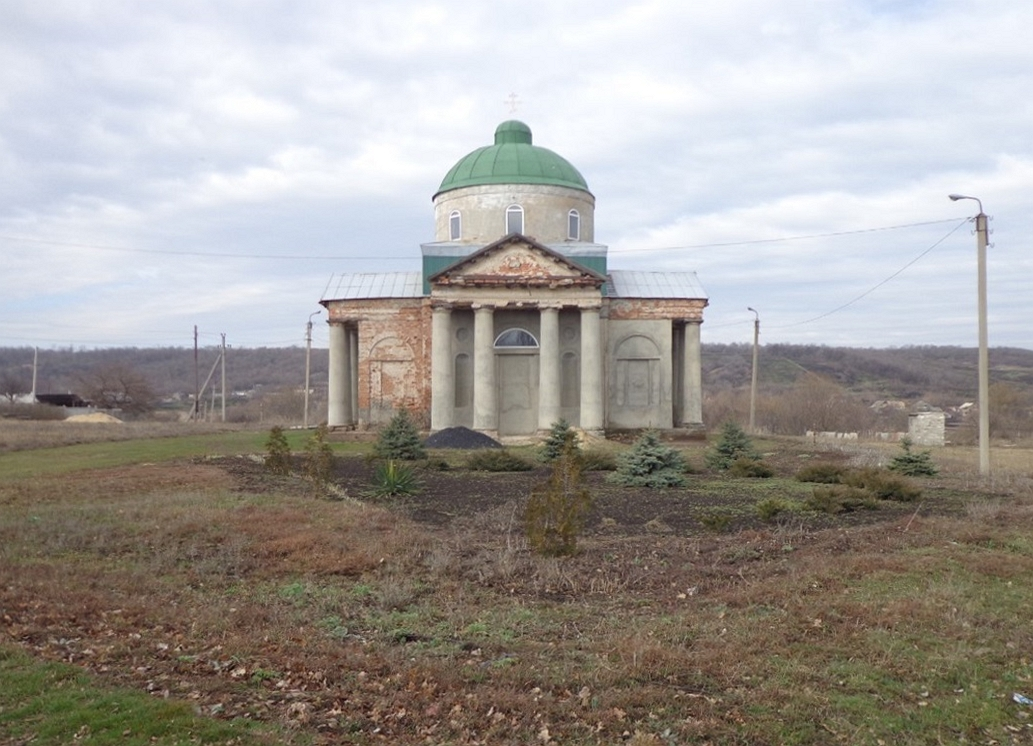
Fürbittekirche Klischtschijiwka

Am 26. Juni 2019 wurde das Dorf ein Teil der neugegründeten Stadtgemeinde Bachmut, bis dahin war es ein Teil der Landratsgemeinde Iwaniwske (Іванівська сільська рада/Iwaniwska silska rada) im Süden den Rajons Bachmut.

## Lage
Das Dorf befindet sich etwa 5 Kilometer südsüdwestlich des Ortszentrums des Rajonszentrums Bachmut und 60 Kilometer nördlich der Oblasthauptstadt Donezk. Nördlich und östlich führt die Bahnstrecke Charkiw–Horliwka am Ort vorbei, an der es einen Haltepunkt nördlich der Ortslage besitzt.

## Name
Bis zum 15. August 1945 hieß der Ort Karliwka (ukrainisch Карлівка) bzw. Karlowka (russisch Карловка), auf Russisch wurde er seitdem Kleschtschiewka (Клещиевка) genannt. Benannt wurde der Ort somit zunächst nach einem Karl und seit 1945 nach Zecken (ukrainisch Кліщі, russisch Клещи).

## Geschichte
Im Umfeld von Klischtschijiwka wurden mehrere Siedlungswüstungen nachgewiesen, darunter 1350 Meter nordöstlich Tschirkowa-1 (Чіркова-1), die mit der Nummer 434 im staatlichen Register der unbeweglichen Denkmäler der Ukraine aufgenommen wurde und aus Schichten mehrerer Zeitalter besteht, und die 1200 Meter nordöstlich gelegene spätbronzezeitliche Siedlung Klischtschijiwka-19 (Кліщіівка-19), die mit der Nummer 435 registriert wurde. Zudem wurden neunzehn Plätze (ukrainisch Стоянка), die Nomaden zugeschrieben werden, drei weitere Fundorte und eine Höhle der Jungsteinzeit unter Schutz gestellt, die sich teils im nahen Umfeld und teils in Klischtschijiwka selbst befinden, sowie sieben bronzezeitliche Kurgane westlich (Nr. 763–766, 779) und südlich (Nr. 771–772) der Ortslage.
Im Jahr 1841 wurde im Dorf eine klassizistische Kuppelkirche errichtet, die zu Sowjetzeiten in ein Lagerhaus umgewandelt und erst ab 1992 wieder als Gotteshaus genutzt wurde. Die ehemalige Schule, die im frühen 20. Jahrhundert erbaut wurde, nutzte man später als Sozialzentrum, Bibliothek, Ambulanz, Kultureinrichtung, Post und Werkstatt.
Im Jahr 2001 hatte Klischtschijiwka 512 Einwohner, wovon 435 Ukrainisch als Muttersprache angaben, 75 Russisch und zwei Bewohner andere Sprachen.
Der Ort wurde am 19. Januar 2023 von russischen Streitkräften im Rahmen des Überfalls auf die Ukraine eingenommen. Anfang Juli 2023 machte die ukrainische Gegenoffensive im nahen westlichen Umfeld Fortschritte und im September 2023 gelang die Rückeroberung. Am 22. Mai 2024 reklamierte Russland die erneute Kontrolle über das Dorf für sich.